# Delfina Delettrez Fendi
Delfina Delettrez Fendi, née à Rome en 1987, est une créatrice de bijoux italienne.

## Biographie
Delfina Delettrez Fendi est l’héritière de la maison de prêt-à-porter italienne Fendi. Elle est la quatrième génération de femmes de la maison Fendi. Sa mère Silvia Venturini Fendi est directrice artistique de la marque. Son arrière-grand-mère a créé la maison en 1925. Elle passe son enfance entre Rome et Rio de Janeiro. Elle effectue des stages chez Chanel à Paris. En 2007, à 20 ans, elle lance sa marque de bijoux, baptisée Delfina Delettrez. Elle donne naissance la même année à sa fille, Emma, née de son compagnon l'acteur Claudio Santamaria.
Delfina Delettrez Fendi présente sa première collection en 2014. En 2016, elle entre dans la liste établie par Forbes : « trente artistes de moins de trente ans ».